# 卡尔西
卡尔西（法語：Carsix，法語發音：[kaʁsi]）是法国厄尔省的一个旧市镇，位于该省西部，属于贝尔奈区。2017年1月1日，卡尔西和相邻的另外3个市镇合并为新市镇里勒河畔纳桑德尔（Nassandres sur Risle）。

## 地理
卡尔西（49°8'16"N, 0°40'9"E）面积6.57 平方千米，位于法国诺曼底大区厄尔省，该省份为法国北部内陆省份，北起滨海塞纳省，西接奧恩省和卡爾瓦多斯省，南至厄尔-卢瓦省，东临瓦兹省、瓦兹河谷省和伊夫林省。
与卡尔西接壤的市镇（或旧市镇、城区）包括：阿克卢、布瓦内、方丹拉索雷、普拉讷。
卡尔西的时区为UTC+01:00、UTC+02:00（夏令时）。

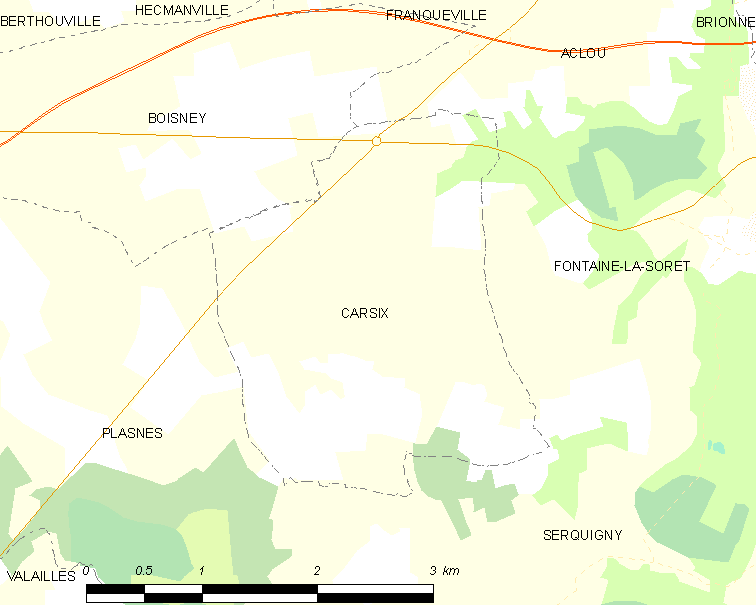
卡尔西的OSM定位图

## 行政
卡尔西的邮政编码为27300，INSEE市镇编码为27131。

## 政治
卡尔西所属的省级选区为贝尔奈县。

## 人口

1962-2008年间卡尔西人口变化图示

卡尔西于2018年1月1日时的人口数量为283人。